# La Chapelle-Longueville
La Chapelle-Longueville é uma comuna francesa na região administrativa da Normandia, no departamento de Eure. Estende-se por uma área de 19.60 km². Em 2010 a comuna tinha 3 429 habitantes (densidade: 174,9 hab./km²).
Foi criada em 1 de janeiro de 2017, após a fusão das antigas comunas de Saint-Just, La Chapelle-Réanville e Saint-Pierre-d'Autils.